# Primat der Ökonomie
Der oder das Primat der Ökonomie ist ein vor allem in den Sozialwissenschaften verwendeter Begriff, der die These der Dominanz der Wirtschaft über die übrige Gesellschaft oder ihres Vorrangs gegenüber der Politik bezeichnen soll.
In der Gesellschaftstheorie wird vorausgesetzt, dass „Wirtschaft“ und „Gesellschaft“ voneinander begrifflich geschieden und gegenübergestellt werden können, wobei hauptsächlich zwei Versionen des Verhältnisses zwischen ihnen möglich sind:
1. Die Wirtschaft hat den Vorrang vor den übrigen Teilsystemen der Gesellschaft.
2. Die Wirtschaft hat Vorrang vor der Politik. (= Umkehrung des Primats der Politik)

## „Wirtschaft der Gesellschaft“
Niklas Luhmann spricht von „Wirtschaft der Gesellschaft“. Damit will er zum Ausdruck bringen, dass in seiner systemtheoretischen Konzeption Wirtschaft ein Teilsystem der Gesellschaft ist. Die Gegenüberstellung von „Wirtschaft“ und „Gesellschaft“ hält er für untunlich.
Darüber hinaus wird von Luhmann die These (1) dezidiert zurückgewiesen.

„Wir gehen statt dessen von einem Gesellschaftsverständnis aus, von dem her gesehen Funktionssysteme für Politik und für Wirtschaft neben vielen anderen nur für spezifische Funktionen ausdifferenziert sind und daher weder Vorrang noch übergeordnete Bedeutung, ja […] nicht einmal Repräsentations- oder Steuerungsfunktionen der Gesellschaft in Anspruch nehmen können.“

Dem hält Uwe Schimank, ebenfalls im theoretischen Bezugsrahmen der funktionalen Differenzierung argumentierend, entgegen, dass das gesellschaftliche Teilsystem kapitalistische Wirtschaft „eine herausgehobene Position […] im Gefüge der allseitigen Leistungsinterdependenzen“ der Teilsysteme einnimmt. Er führt den Primat der Ökonomie unter anderem auf die ubiquitäre Geldabhängigkeit der individuellen Gesellschaftsmitglieder (als Arbeitnehmer) und der Leistungsorganisationen anderer Teilsysteme zurück. Im Unterschied zu anderen Medien (wie Macht, Wahrheit, Liebe) sei Geld als das spezifische Medium des Wirtschaftssystems sachlich und sozial universeller einsetzbar.

## Wirtschaft und Gesellschaft
In seiner neuen theoretischen Sichtweise von Gesellschaft liegt nach Luhmann ein „radikaler Bruch mit der mehrhundertjährigen Tradition der politischen Ökonomie“ begründet. Deren Grundprinzip bestand nämlich darin, dass die Entwicklung der Gesellschaft von der Ökonomie her zu begreifen sei.
Diese Geschichtsauffassung der Politischen Ökonomie kann bis auf Montesquieu zurückverfolgt werden. In seinem berühmten Werk Vom Geist der Gesetze, Buch XVIII sieht Montesquieu die Unterschiede in Sitten und Gebräuchen und sozialen Institutionen in Abhängigkeit von der unterschiedlichen Art und Weise der wirtschaftlichen Subsistenz (Jagd, Viehwirtschaft, Ackerbau und Handel). Von späteren Autoren wie Quesnay, Mirabeau, Turgot und James Steuart werden diese Gedanken aufgegriffen und in eine zeitliche Abfolge gebracht. Zur vollen Entfaltung als eine „Vier-Stadien-Theorie“ der gesellschaftlichen Entwicklung, die auf der Idee basiert, dass Gesellschaft ihre ökonomische Subsistenz fristen müsse, kam diese Theorie schließlich in der „Schottischen Historischen Schule“: Adam Ferguson, William Robertson, Adam Smith und John Millar.
Nach der materialistischen Geschichtsauffassung von Karl Marx, später von Friedrich Engels „Historischer Materialismus“ genannt, wird die Wirtschaft (in marxistischer Terminologie: die Produktionsweise) als „Basis“ begriffen, die einen determinierenden Einfluss auf die übrige Gesellschaft („Überbau“) ausübt. Genau diese für das materialistische Geschichtsverständnis grundlegende Annahme bezeichnen heutige Soziologen wie Stefan Kühl und Uwe Schimank mit dem Ausdruck „Primat der Ökonomie“, obwohl Marx und Engels selbst nicht diesen Ausdruck kannten. (siehe Basis und Überbau)
Karl Polanyis historische Darstellung des Siegeszugs des Wirtschaftsliberalismus im England des 19. Jahrhunderts wird ebenfalls als realhistorische Durchsetzung des Primats der Ökonomie über die übrige Gesellschaft interpretiert. Polanyi selbst spricht in seiner historischen Analyse der Entstehung der kapitalistischen Marktwirtschaft von einem Prozess der Freisetzung (Entbettung) ökonomischer Institutionen und wirtschaftlichen Handelns aus dem normativen Kontext einer traditionalen Gesellschaft und moralischen Ökonomie. Als dessen Konsequenz konstatiert er, dass die Gesetze des selbstregulierten Marktes die „Transformation der natürlichen und menschlichen Substanz der Gesellschaft in Waren“ herbeiführten und „die Gesellschaft als Anhängsel des Marktes“ behandelten. Vornehmlich Arbeit, aber auch Boden und Geld seien nur fiktive Waren. Die Gewinnerzielung wurde ein neues fundamentales Handlungsmotiv, das an die Stelle der lebensnotwendigen Existenzsicherung trat.
Dass der „kapitalistische Erwerbstrieb“ auf „andere Gebiete menschlicher Kultur“ übergreife und „die gesamte Wertewelt“ tendenziell einem „Primat der Geschäftsinteressen“ unterwerfe, kritisierte auch schon Werner Sombart.
Theodor W. Adorno benutzt indes diesen Begriff in der Negativen Dialektik mit dem kritischen Verweis auf die marxistische Geschichtsauffassung:

„Der Primat der Ökonomie soll mit historischer Stringenz das glückliche Ende als ihr immanent begründen; der Wirtschaftsprozeß erzeugt die politischen Herrschaftsverhältnisse und wälze sie um bis zur zwangsläufigen Befreiung vom Zwang der Wirtschaft.“

Als ein Synonym für die Beschränkung nationalstaatlicher Handlungsmöglichkeiten im Zeichen der Globalisierung und der Verselbstständigung der Finanzmärkte haben in den letzten Jahren verschiedene Autoren den Primat der Ökonomie verwendet. Ihren Analysen zufolge ist nach Helmut Voelzkow „der Globalisierungstrend gleichzusetzen mit einer Kapitulation der Politik vor einem neuen Primat der Ökonomie“.

## Politikwissenschaft
In der Politikwissenschaft steht Primat der Wirtschaft auch für eine normative Vorstellung vom Verhältnis zwischen Wirtschaft und Staat.
Hermann Adam unterscheidet dabei vier Typen und nennt Beispiele:
- Primat der Ökonomie: Der Staat soll überhaupt nicht in das Wirtschaftsgeschehen eingreifen (Nachtwächterstaat).
- Primat der Politik (z. B. „kapitalistische Planwirtschaft“ im Nationalsozialismus)
- Gleichschaltung von Politik und Wirtschaft (sozialistische Planwirtschaft, oder auch der unterstellte staatsmonopolistische Kapitalismus)
- Die Interdependenz von Wirtschaft und Politik, der Normalfall in entwickelten Industriegesellschaften.[20]

Eine andere Einteilung nimmt Josef Schmid vor. Dem Primat der Politik ordnet er planwirtschaftliche, wohlfahrtsstaatliche und keynesianische Konzeptionen zu. Dem stellt er Positionen gegenüber, die vom Primat der Ökonomie ausgehen. Dazu zählt er neoklassische (Staatseingriffe meist kontraproduktiv) sowie systemtheoretische Ansätze (mangelnde Steuerungsfähigkeit des Staates). Zwischen Primat der Ökonomie und Primat der Politik stehen die Interdependenz beider Bereiche betonende Ansätze.